# Wehrvögel
Die Wehrvögel (Anhimidae) sind eine Familie südamerikanischer Gänsevögel (Anseriformes), die drei Arten umfasst. Obwohl sie in der Gestalt eher truthuhnartig wirken, sind sie die nächsten Verwandten der Entenvögel. Zu ihren für Gänsevögel ungewöhnlichen Merkmalen zählen der hühnervogelartige Schnabel, die nur partiell ausgebildeten Schwimmhäute zwischen den Zehen, die allmähliche Mauser der Flugfedern, so dass sie ihre Flugfähigkeit anders als die meisten Gänsevögel nie verlieren, sowie ein einzigartiges Netz an Luftsäcken direkt unter der Haut. Bekannt sind Wehrvögel für ihre außerordentlich lautstarken Rufe, die ihnen im Englischen zum Namen Screamers (Schreier) verholfen haben.

## Merkmale
Auf den ersten Blick ähneln Wehrvögel eher Hühnervögeln als den eigentlich verwandten Entenvögeln. Neben der plumpen Körperform ist dafür vor allem der kleine Kopf mit dem kurzen Schnabel verantwortlich. Die zwischen 75 und 95 cm großen Tiere, die ein Gewicht von bis zu 4,5 kg erreichen können, haben lange, dicke Beine und überproportional große Füße mit langen Zehen und zurückgebildeten Schwimmhäuten, die sie für ein Leben in den flachen Gewässern von Marschland und Sümpfen rüsten.
Ein Geschlechtsdimorphismus besteht, abgesehen von einem geringfügigen Größenvorteil der Männchen, nicht. Der Rumpf ist von schwarzen bis graubraunen Federn bedeckt und enthält unter der Haut ein einzigartiges Netz kleiner Luftsäcke und die Knochen sind stärker pneumatisiert als bei allen anderen Vögeln. 
An den Flügeln befinden sich je zwei spitze, an den Handgelenken verankerte Sporne, die bei Revierkämpfen und zur Verteidigung gegen Fressfeinde eingesetzt werden. Abgebrochene Sporne aus solchen Revierkämpfen sind bereits in der Brustmuskulatur von Wehrvögeln gefunden worden. Die deutsche Bezeichnung Wehrvögel geht auf diese Sporne zurück. Der Schnabel ist anders als bei den Entenvögeln stark abwärts gekrümmt.
Wehrvögel sind, sobald sie einmal in der Luft sind, gute Flieger, die große Höhen erreichen können. Ähnlich wie die Spaltfußgans mausern sie ihre Flugfedern allmählich, so dass sie anders als die meisten Vertreter der Entenvögel ihre Flugfähigkeit nicht verlieren. Sie sind schwimmfähig, auch wenn sie dies als adulte Vögel selten tun. Jungvögel der Wehrvögel schwimmen dagegen häufiger, während ihre Elternvögel watend nach Nahrung suchen.
Das Netz von Luftsäcken wird eingesetzt, um ein tiefes, durchdringendes Grollen hervorzubringen, das wohl als Warnung an Rivalen zu verstehen ist. Daneben bringen sie kreischende Laute hervor, die ihnen den englischen Namen Screamer eingebracht haben. Diese Rufe sind bis auf eine Distanz von 3 km hörbar.

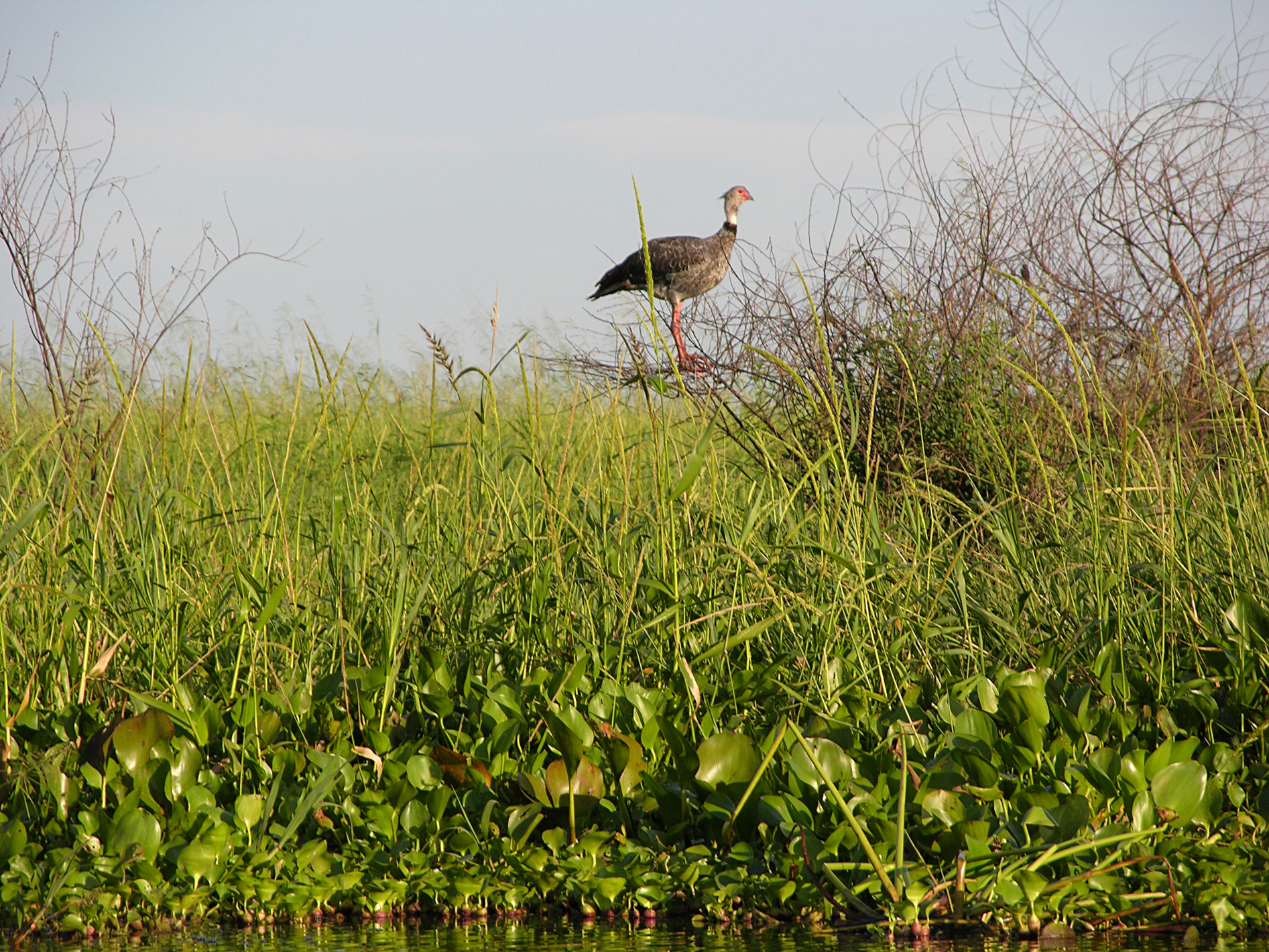
Halsband-Wehrvogel im Pantanal

## Verbreitung und Lebensraum
Wehrvögel kommen nur in Südamerika vor. Das Verbreitungsgebiet der drei Arten umfasst die Tiefebenen Kolumbiens und Venezuelas und ein großes Gebiet östlich der Andenkette von Bolivien über Brasilien bis ins zentrale Argentinien hinein.
Der bevorzugte Lebensraum der Wehrvögel ist sumpfiges Marschland, aber auch an den Ufern langsam fließender Flüsse, an Teichen und Tümpeln und in der offenen Savanne sind sie zu finden.

## Lebensweise

### Aktivität
Wehrvögel sind hauptsächlich tagaktiv, der Horn-Wehrvogel ist manchmal allerdings auch nachts auf Nahrungssuche. Zur Brutzeit sind sie Einzelgänger, außerhalb der Brutzeit leben sie in lockeren Verbänden. Vor allem der Halsband-Wehrvogel kann dann in sehr großen Gruppen auftreten, die mitunter Tausende Individuen umfassen. In den Tropen sind die Verbände sehr viel kleiner.

### Ernährung
Die Nahrung der Wehrvögel besteht in erster Linie aus Wurzeln, Blättern, Blüten und Samen. Jungvögel vertilgen auch Insekten, Altvögel jagen Kleintiere nur, um damit die Jungen zu füttern. Der Halsband-Wehrvogel ist dafür bekannt, auf Feldern einzufallen und die angebauten Kulturpflanzen zu fressen.

### Fortpflanzung
Die Brutzeit der Vögel ist sehr unterschiedlich und stark von regionalen Klimaverhältnissen wie Temperatur und Feuchtigkeit abhängig, ist aber mit Ausnahme des Weißwangen-Wehrvogels, der das ganze Jahr über brütet, um die südliche Frühlingszeit, das heißt September bis Oktober, konzentriert. Männchen und Weibchen verbinden sich auf Lebenszeit; während der Balz synchronisieren sie oft ihre Ruflaute und putzen die Kopf- oder Halsfedern des anderen. Ansonsten ist ihr Balzverhalten unauffällig. Die Kopulation findet an Land statt: Das Männchen besteigt dazu den Rücken des Weibchens und hält sich mit dem Schnabel am Hals der Partnerin fest.
Das Nest wird aus kleinen Zweigen, weichen Pflanzenteilen und Blättern errichtet. Es befindet sich meist nur wenige Meter vom Ufer entfernt im flachen Wasser. Am Nestbau sind beide Elternvögel beteiligt. Das Weibchen legt zwischen 2 und 7 Eiern, die artabhängig zwischen 150 g und 190 g wiegen können und für etwa anderthalb Monate bebrütet werden. Die beiden Partner teilen sich das Brutgeschäft, die „Wachablösung“ wird von gegenseitigem Rufen und Putzen begleitet.
Die mit gelben Daunen befiederten Küken sind Nestflüchter und folgen sofort nach dem Schlüpfen ihren Eltern. Insbesondere des Nachts werden sie aber noch von diesen gewärmt und erhalten auch noch zusätzliche Nahrung. Das gelegentliche Füttern der Küken durch die Elternvögel zählt innerhalb der Gänsevögel zu den eher ungewöhnlichen Merkmalen. Ungewöhnlich ist auch, dass die Elternvögel die Küken gelegentlich mit Sekret der Bürzeldrüse einfetten. Flugfähig werden die Jungvögel erst nach zweieinhalb Monaten. Sie verbleiben danach noch bis zu einem Jahr, manchmal auch länger, bei ihren Eltern.

## Stammesgeschichte
Fossilfunde sind äußerst rar. Lange Zeit bestand das älteste Fossil aus Überresten eines Halsband-Wehrvogels, die man in Argentinien gefunden hatte, und die auf ein Alter von 20.000 Jahren datiert wurden. In den 1990ern wurde jedoch mit Chaunoides antiquus bei Taubaté in Brasilien erstmals eine fossile Art entdeckt; diese lebte an der Schwelle zwischen dem Oligozän und dem Miozän. Ferner sind aus dem Eozän Fossilfunde aus England und Wyoming bekannt, die als Wehrvogel-Überreste gedeutet wurden, was aber aufgrund der fragmentarischen Überlieferung fragwürdig ist.

## Systematik

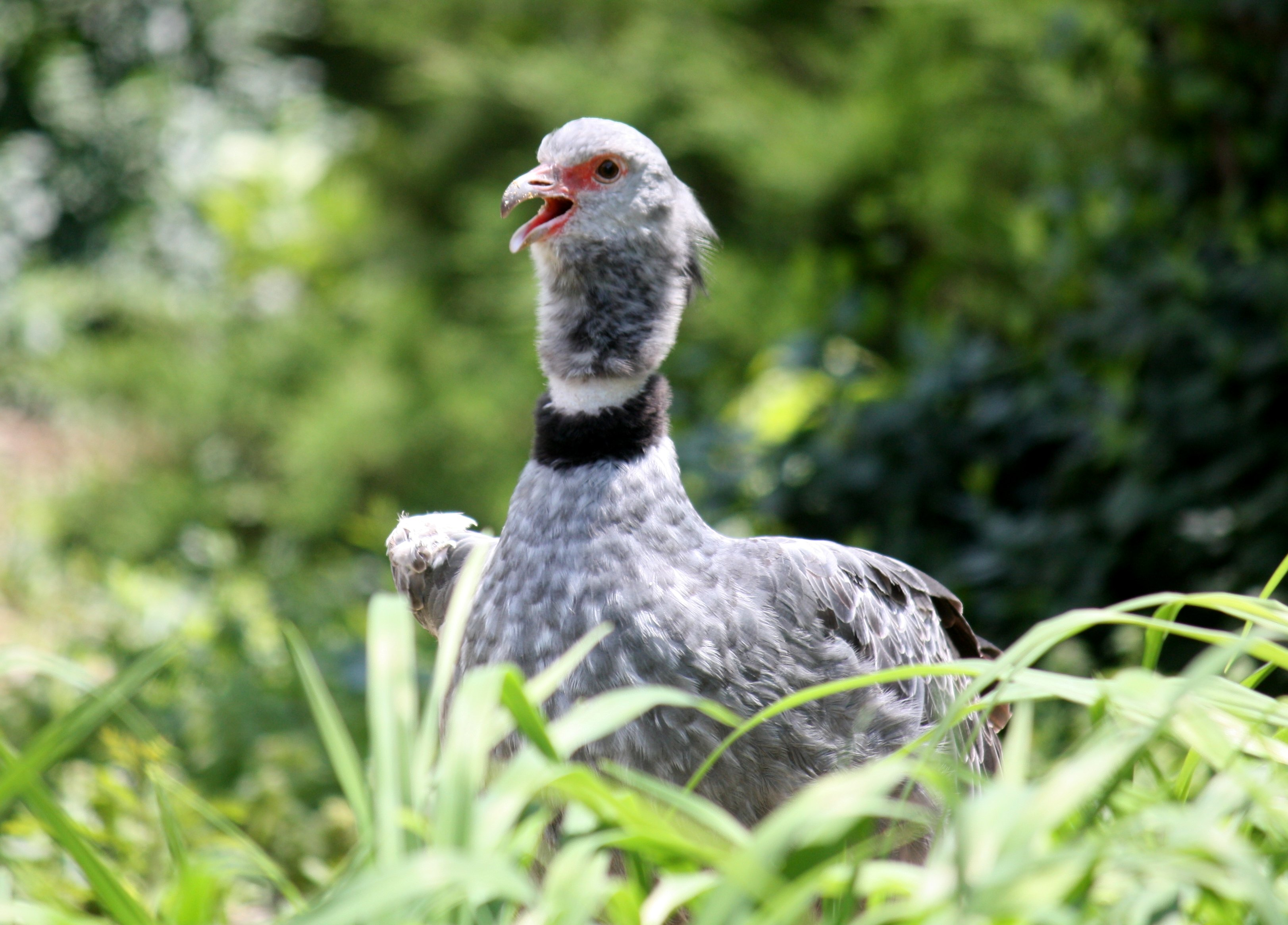
Halsband-Wehrvogel (Chauna torquata)

Die Verwandtschaft zwischen Wehr- und Entenvögeln wurde bereits 1863 von William Kitchen Parker vermutet und seither nicht ernsthaft bestritten. Phylogenetische Analysen, sowohl auf der Basis morphologischer Merkmale als auch der mitochondrialen DNA, bestätigten die Vermutungen. Demnach sind die Wehrvögel monophyletisch und bilden die Schwestergruppe aller anderen Gänsevögel, namentlich der Entenvögel und der Spaltfußgans. Zu den Gemeinsamkeiten mit Entenvögeln zählen neben Eigentümlichkeiten des Muskelsystems und des Knochenbaus auch die befiederte Bürzeldrüse, das dichte Dunenkleid, das noch die Altvögel unter dem Deckgefieder tragen, die ungefleckten Eier und das Fehlen des Brutflecks. Wie Entenvögel haben Wehrvögel außerdem Lamellen im Schnabel. Diese finden sich auf der Innenseite des Oberschnabels bei den Schopfwehrvögeln und im Unterschnabel beim Hornwehrvogel.
In der Familie der Wehrvögel gibt es zwei Gattungen mit lebenden Vertretern, die Schopfwehrvögel (Chauna) und die Hornwehrvögel (Anhima). Letztere umfassen nur eine Art, den Hornwehrvogel (Anhima cornuta), erstere dagegen zwei, den Weißwangen-Wehrvogel (Chauna chavaria) und den Halsband-Wehrvogel (Chauna torquata). Die Schopfwehrvögel werden auch mit ihrem spanischen Namen als Tschajas bezeichnet.

## Wehrvögel und Menschen
Wegen ihrer lauten Rufe sind Wehrvögel in ihrer Heimat allbekannt. Oft werden sie als Schädlinge angesehen, weil sie Feldfrüchte fressen. Auch Jäger schätzen sie nicht, weil sie mit ihrem Schrei alle Tiere der weiteren Umgebung warnen. Wehrvögel können leicht domestiziert werden – so werden sie manchmal als „Wachhunde“ eingesetzt, die beim Nahen eines Eindringlings unüberhörbar warnen. Ihr Fleisch ist nicht beliebt, da es eine schwammige Konsistenz hat und von Luftsäcken durchsetzt ist.
Horn-Wehrvogel und Halsband-Wehrvogel sind häufige Vögel. Der Weißwangen-Wehrvogel gilt mit einem Bestand von nur noch etwa 2.500–10.000 Individuen aber als „potenziell gefährdet“ (near threatened).